# Königstein (Oberpfalz)
Königstein este o comună din districtul Amberg-Sulzbach, landul Bavaria, Germania.